# Maison de l'émir de Boukhara
 (octobre 2021).
La Maison de l'émir de Boukhara (en russe : Дом эмира Бухарского) est un immeuble historique situé à Saint-Pétersbourg, en Russie. Il a été construit en 1913-1914 sur ordre de l'émir de Boukhara Seyid Abdulahad Khan pour son fils Seyid Alim Khan. L'émir a invité l'architecte Stepan Krichinsky à le construire, qui avait auparavant participé à la construction de la mosquée de Saint-Pétersbourg,. Pour le projet de la maison, l'émir a décerné à l'architecte l'Ordre du Noble Boukhara.

## Histoire
Le site à l'adresse actuelle, 44b Perspective Kamennoostrovsky, appartenait au début des années 1890 à un citoyen français. Au début de 1910, le terrain est acheté par l'émir Seyid Abdulahad Khan, qui décide d'y construire un immeuble. Le client est décédé d'une maladie rénale incurable en décembre de la même année, le projet a été poursuivi par son héritier Seyid Alim Khan,.
L'extérieur du bâtiment est stylisé comme un palais florentin, les façades sont décorées dans le style de la Renaissance italienne. Le bâtiment avant est relié à cinq ailes, formant deux cours. Contrairement à de nombreux autres immeubles d'habitation, les ailes sur cour de la maison de l'émir sont décorées de manière non moins expressive que celles qui donnent sur l'avenue. La façade avant est visuellement divisée en deux parties - un socle avec une rustication à grande échelle et des demi-colonnes massives, et des étages supérieurs plus légers. La partie supérieure de l'arcade est ornée de trois ordres composites. Le parement des façades est en marbre dolomitique du gisement de Shishim dans l'Oural . Le projet de Krichinsky n'a pas pu être pleinement mis en œuvre en raison du déclenchement de la Première Guerre mondiale - pour accélérer la construction, la balustrade prévue a été supprimée le long du troisième étage, certaines des colonnes étaient en bois et non en marbre .
Peu de temps après la Révolution d'Octobre, Seyid Alim Khan s'est enfui en Afghanistan. En mars 1917, le bâtiment abritait le 1er régiment de réserve de mitrailleuses de la garnison de Petrograd, puis la maison fut cédée aux appartements communaux. Krichinsky a vécu dans l'appartement numéro 4 jusqu'en 1923. Peu de temps après sa mort, l'appartement a été occupé par un bolchevik de haut rang (selon une version - le capitaine du croiseur Aurore) avec sa famille et un domestique, puis l'appartement est rapidement devenu communal. Parmi les résidents célèbres de la maison se trouvaient l'obstétricien Dmitry Ott et la physiologiste Maria Petrova .

## Usage actuel
Depuis que la maison a été cédée à des logements collectifs depuis les années 1920, les intérieurs et les portes d'entrée ont beaucoup souffert. Déjà dans les années 1990, des balustres en marbre ont été renversées, des peintures murales ont été recouvertes de graffitis, des moulures en stuc et des éléments de décor en bois (piédestaux, garde-corps, portes) ont été considérablement endommagés,.
À partir de 2020, les appartements de l'entrée principale gauche restent communs, le côté droit de la maison est divisé en appartements privés.
Des légendes urbaines associées à la maison de l'émir ont été incluses dans le film Kommunalka réalisé par Vladislav Vinogradov, tourné dans le bâtiment en 1993. Parmi celles-ci, il y a une croyance qu'un passage souterrain secret relie le palais vers la mosquée de Saint-Pétersbourg. Les habitants estiment que "les hommes ne s'enracinent pas dans la maison". Une autre légende dit qu'un trésor est caché dans la maison - les trésors de l'émir, qu'il aurait laissés derrière lui, en quittant à la hâte Pétersbourg,.

## Galerie

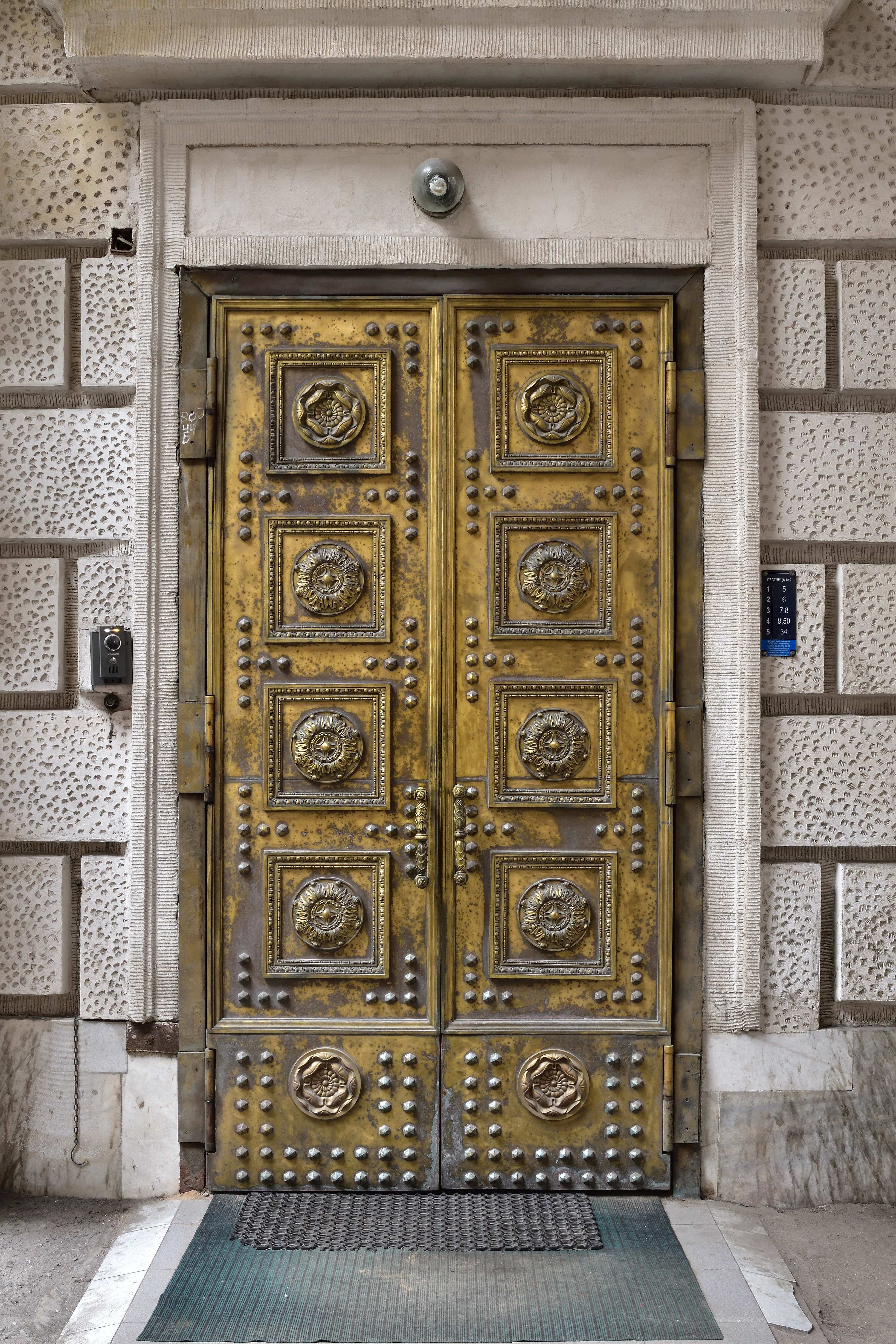
Porte d'entrée, 2020
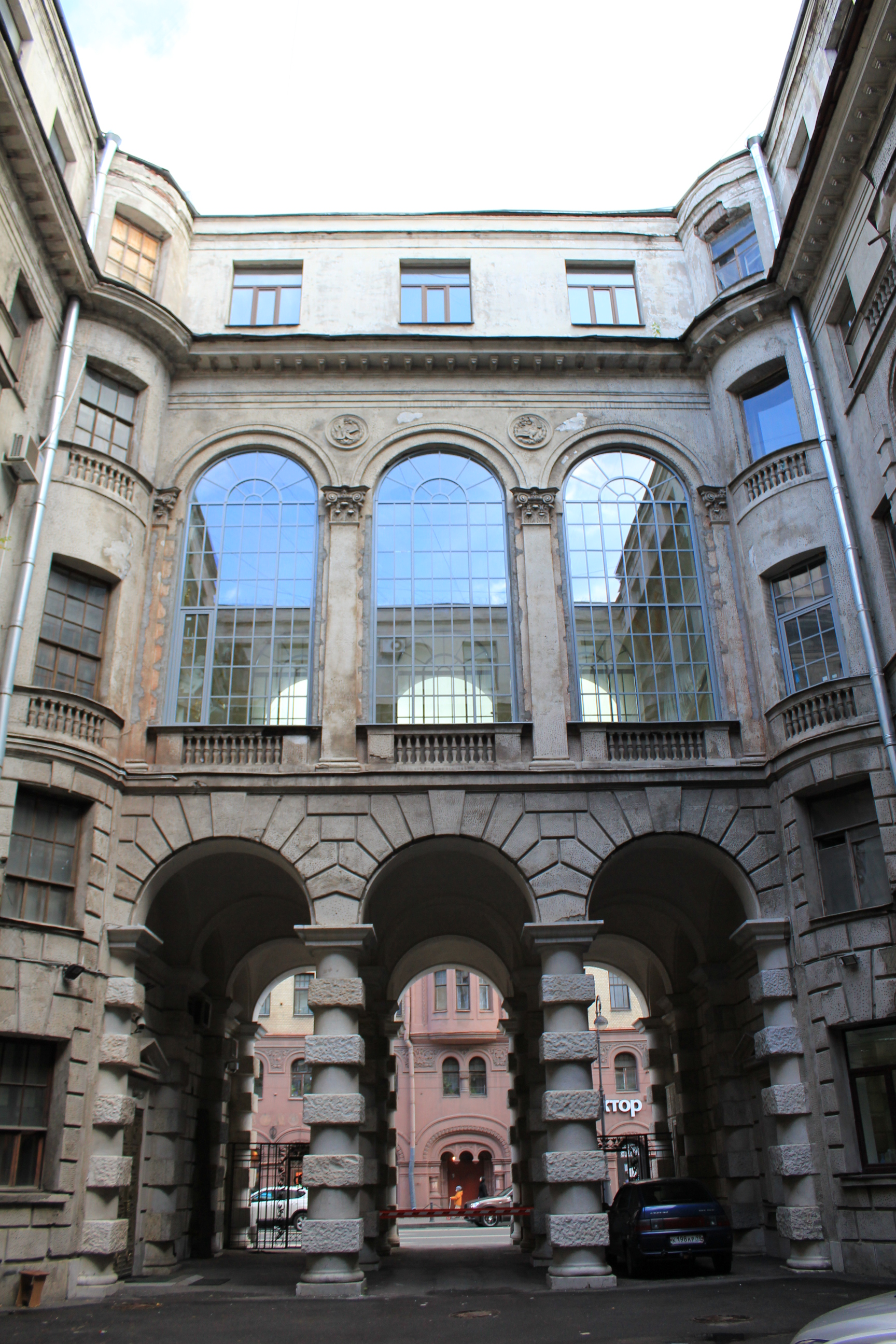
Galerie vitrée côté cour, 2013
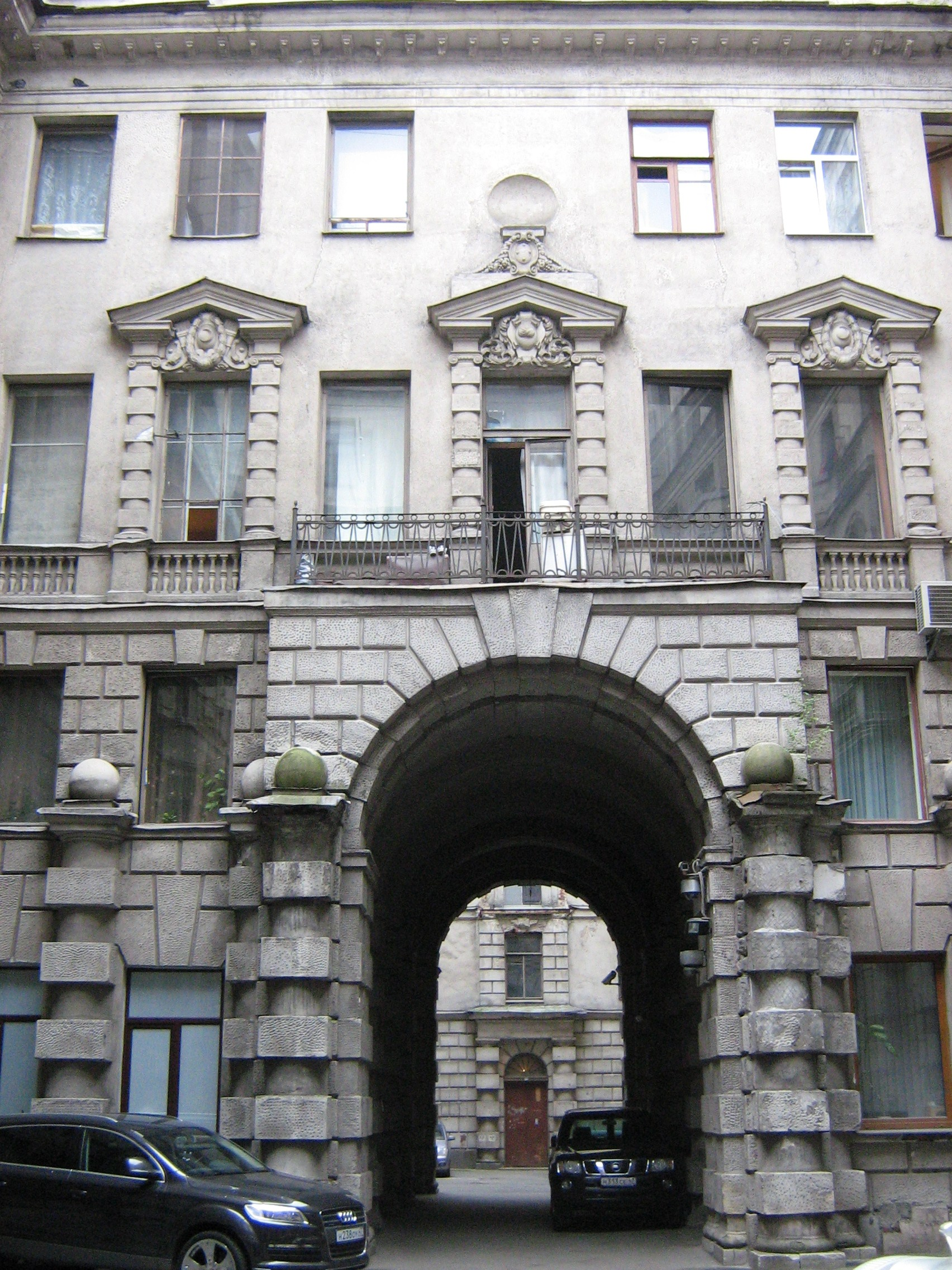
Arcade de la cour, 2008
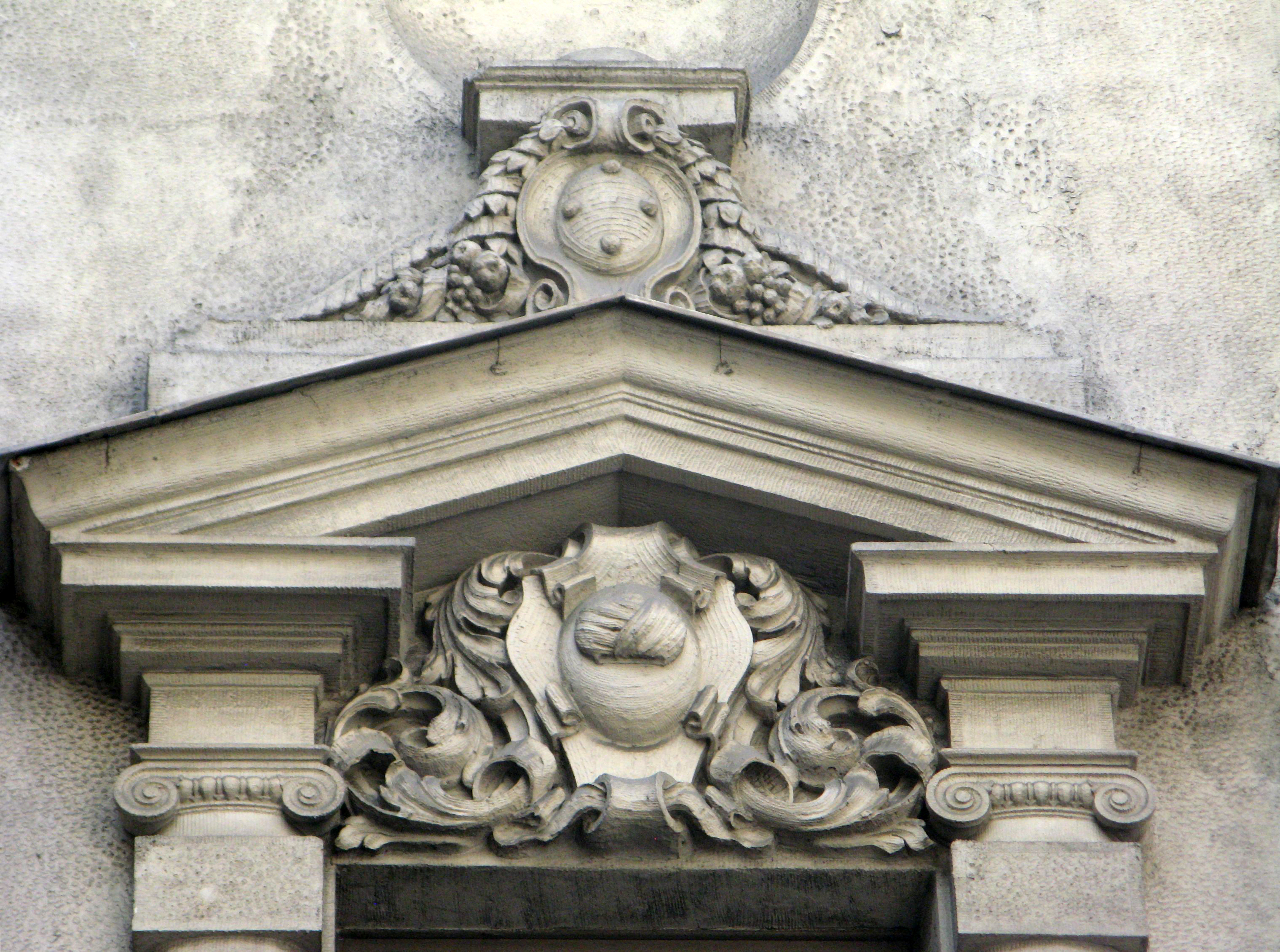
Entablement, 2020
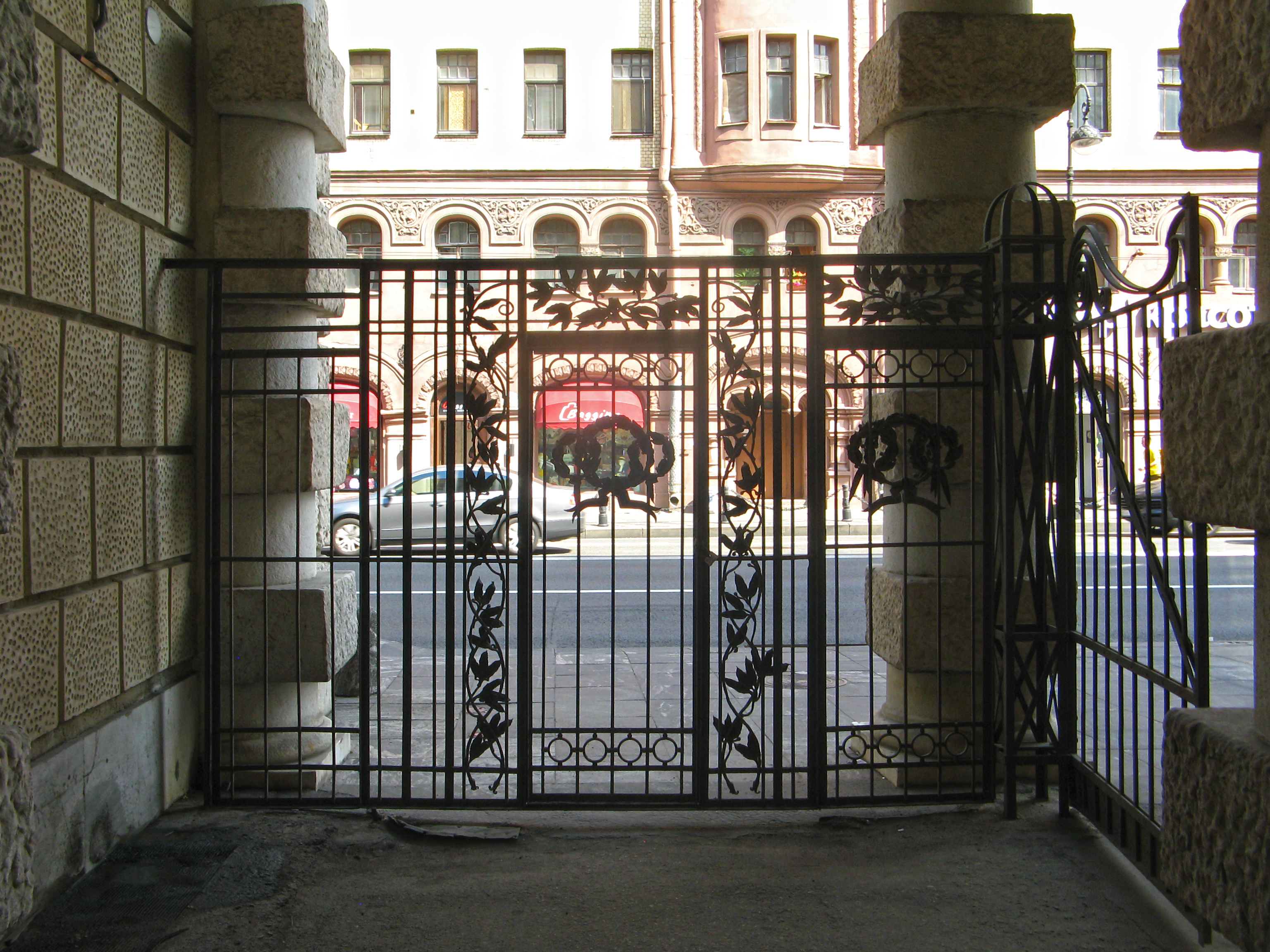
Clôture en fer forgé, 2020

- Photos des cérémonies, 2019

## Littérature
- Y avait-il un émir ? - Saint-Pétersbourg, 2007. - Janvier (n° 49).
- Bulakh. Kamennoostrovsky Prospekt // Décoration en pierre de Saint-Pétersbourg (russe). - Tsentrpoligraf, 2009. -  (ISBN 978-5-9524-4511-6).
- Кииков, Б. М. Дом емир Бухарского // Памятники архитектурия и истории Санкт-Петербург : Petrogradskiy rayon (rus.). - Maison d’édition Kolo, 2004. - P. 458-459. - 582 p.  (ISBN 5-901841-21-2).
- Mazing, Y. A. Leningradskaya kvartira // Almanakh « Prostranstvo i Vremya ». - 2014. - T. 5, iss. 1.
- Moscou : Maison d’édition de l’Académie des sciences de l’URSS, 1961. - P. 170. 400 pages.